# Achille Bentos

Zelfportret

Achille Bentos geboren als Achilles De Maertelaere (Gent, 5 september 1882 – aldaar, 24 april 1964) was een Belgisch kunstschilder en beeldhouwer, bekend om zijn portretten en enkele sociaal geëngageerde werken.

## Biografie
Achille (ook Achilles, Achiel) De Maertelaere werd geboren als tweede kind van Karel De Maertelaere (1856-1940) en Pélagie Van Laecke (1856-1931).
Hij liep school in de Koninklijke Academie voor Schone Kunsten van Gent vanaf 1894-95, waar hij afstudeerde in 1903-1904. In 1912 dong hij mee voor de driejaarlijkse Prijs van Rome voor boetseerkunst en werd bij de laatste zes geselecteerd, zonder echter te winnen. Op de Academie was hij een leerling bij de familie Van Biesbrouck. Vermoedelijk door hun toedoen werd hij betrokken bij de socialistische beweging in Gent. Zo maakte hij in zijn jonge jaren enkele muurschilderingen van groot formaat voor onder andere Ons Huis in Gent (Bond Moyson) en voor het volkshuis De Zon in Wetteren. Hij ontwierp ook affiches  voor socialistische evenementen, zoals de opening van de magazijnen van de Coöperatieve Maatschappij Vooruit in 1899. Hij maakte ook een portret van Edward Anseele (1856-1938). Voor de Wereldtentoonstelling van 1913 werkte hij mee met de Van Biesbroucks en schilderde hij een groot doek getiteld "Allegorie van de textielnijverheid" dat werd tentoongesteld in de vestibule. Ook ontwierp hij een affiche voor het Eerste Socialistisch Internationaal Congres Lichamelijke Opvoeding.

De Maertelaere was een internationalist. Hij leerde Esperanto en signeerde vrij regelmatig zijn werken in Esperanto. Hij schilderde een portret van Lejzer Zamenhof (1851-1917), de stichter van de Esperantobeweging, dat in het Esperantomuseum in Wenen hangt. 

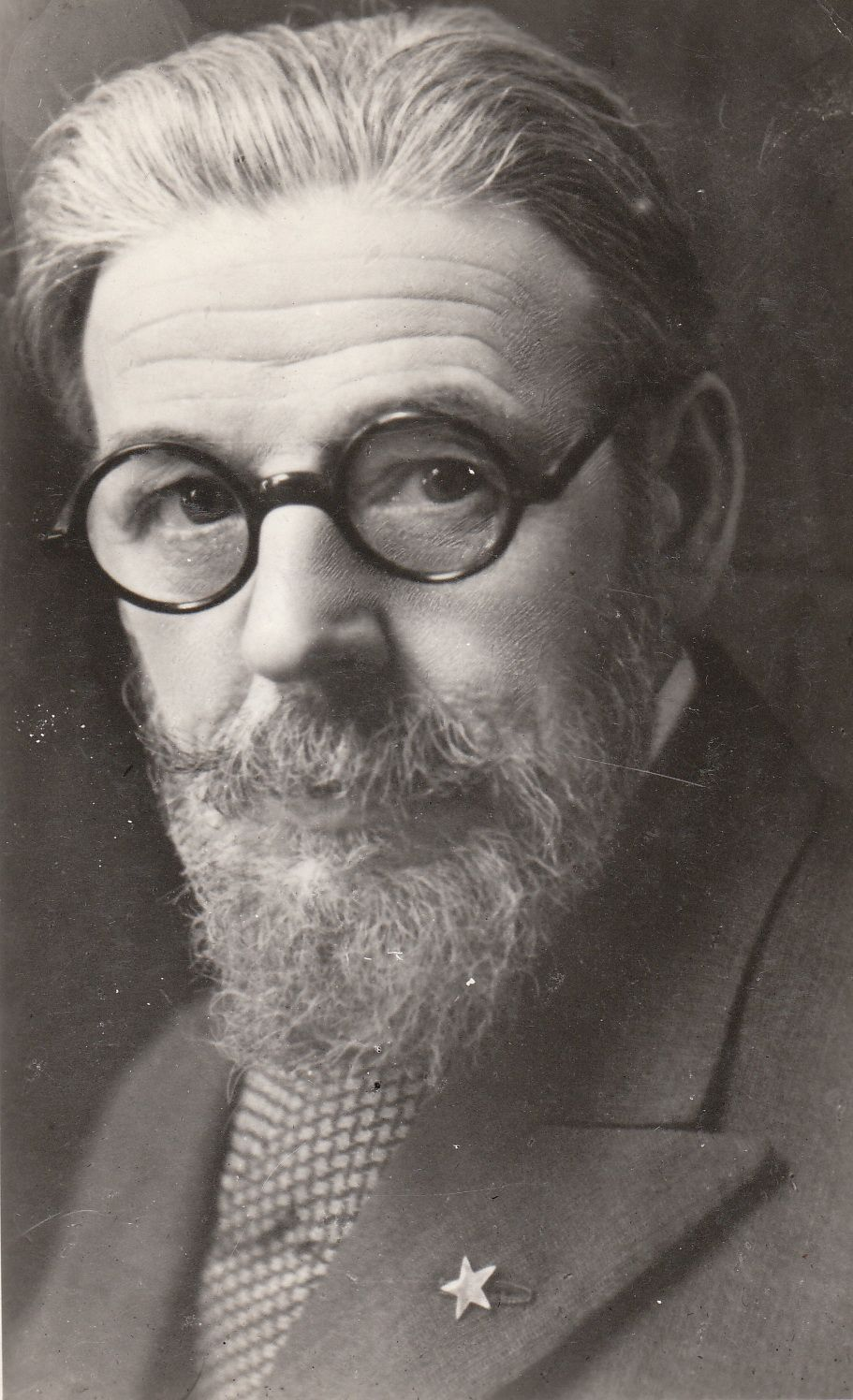
A. Bentos draagt op de revers van zijn vest een ster, vermoedelijk de ster van de Esperantisten

Zijn atelier was gevestigd in de Provenierstersstraat, 25, in het Oud-Begijnhof Sint-Elisabeth, tot hij ca. 1960-1961, wegens ouderdom, niet meer verder kon werken. 
Hij was een van de stichters van het Nationaal Verbond van Kunstschilders en Beeldhouwers van België, dat in Gent op 1 oktober 1922 werd opgericht. Hij werd in januari 1940 aangesteld als docent bij de Academie voor Schone Kunsten in Eeklo. Hij doceerde boetseerkunst op de avondschool en boetseer- en schilderkunst op de zondagschool. In september 1951 nam hij er ontslag.
De Maertelaere signeerde in het begin van zijn carrière zijn werken met "Ach. De Maertelaere". De affiche voor de Wereldtentoonstelling van 1913 b.v. was met zijn naam gesigneerd. Na de oorlog koos hij voor de kunstenaarsnaam Achiel (of Achilles) Bentos, soms nog met de toevoeging D.M. Zelden signeerde hij nog met zijn officiële naam. Op oudere werken lezen we ook soms de signatuur "Aĥileo De Maertelaere" (in Esperanto). 
Waarom De Maertelaere Bentos is geworden, wordt uitgelegd in diverse bijdragen van de Gendtsche Tydinghen: in het Sint-Elisabethbegijnhof leefde een andere wat oudere kunstenaar met de naam De Maertelaere (Edmond De Maertelaere, 1876-1938), wat zorgde voor verwarring. Daarom koos hij voor de lichtjes aangepaste naam van zijn vriend Henri Bento (of Bentos, pseudoniem van Henri Frans), een circusartiest die soms als model fungeerde. Achilles De Maertelaere maakte muurschilderingen voor diens koffiehuis in de Lammerstraat. Hij schilderde ook twee werken waar 'Henrietje' thuis aan tafel de krant las en zijn vrouw het eten bereidde. Deze schilderijen hingen tijdens de Tweede Wereldoorlog in het tweede café van Bentos, op de hoek van de Wondelgemstraat en de Filips Van Cleeflaan.
De Maertelaere bleef vrijgezel en leefde tot 1931 bij zijn ouders. Na het overlijden van zijn moeder woonde hij met zijn vader in bij de familie van zijn zus Sylvie in de Prinsenstraat (nu Mirabellostraat) in het Prinsenhof. Hij bleef inwonen bij zijn zus tot zijn dood op 24 april 1964.

## Oeuvre
Als beoefenaar van een academische stijl liep De Maertelaere  de ontwikkelingen van de kunst niet achterna. Zijn thema's (portretten, naakten, mythologie) waren op en top klassiek. Hij stelde tentoon in de driejaarlijkse Salons van Gent (o.a. 1922, 1925, 1937) en was aanwezig op de tentoonstellingen van Kunst en Kennis. Hij werkte ook mee aan een kunsttentoonstelling van Geluk in 't Werk. 
De Maertelaere laat een gevarieerd, maar weinig gekend oeuvre na, gekenmerkt door de academische stijl. Van de proefstukken die hij tijdens zijn opleiding aan de academie maakte tot zijn laatste werken in de jaren 50 valt wel enige evolutie te bespeuren, maar die blijft academisch. Er zijn in totaal meer dan tweehonderd werken van Achilles De Maertelaere bekend.
Zijn eerste 'volwassen' werken dateren uit het einde van de 19e en het begin van de 20e eeuw. Hij was 15 toen hij een Grieks beeld tekende en 19 toen hij zijn eerste portret van een vrouw schilderde. 
Bij het begin van zijn carrière, was hij een overtuigd socialist. Hij ging in de leer bij onder anderen Jules Van Biesbroeck jr. Hij maakte schilderijen voor de socialistische partij in Gent en omgeving. 
Zijn sociaal engagement speelde ook mee in zijn grafisch werk. De klok slaat 5 ure! Half slapend gaan zy naar 't fabriek is zijn meest iconische werk. Het zou dateren uit 1905 en werd gedurende meerdere jaren gebruikt tijdens 1 Mei-stoeten in Gent. Het werd gebruikt op affiches die het 100-jarig bestaan van de socialistische beweging in Gent vierden. Anno 2018 hing het in het MIAT in Gent. 
Achilles De Maertelaere was een (begenadigd) portrettist. Tientallen portretten (van vrouwen, maar ook mannen en kinderen) zijn door hem gesigneerd, van een zelfportret uit 1904 tot in de jaren 50, wanneer hij bijvoorbeeld een portret van Théo Bauwens, een collega aan de Academie van Eeklo schilderde. Op het einde van de Tweede Wereldoorlog maakte hij een reeks portretten van militairen die hier met de geallieerden waren aangeland, evenals van hun vrouwen of ouders. 
De Maertelaere heeft een aantal naakten geschilderd. Er zijn er zestien bekend, waaronder een reeks naakte vrouwen met een zwaan in de omgeving. Vermoedelijk betreft het hier een versie van het thema van Leda en de Zwaan. 
Hij heeft slechts een beperkt aantal landschappen geschilderd. Bij enkele mythologische scènes of bij sommige portretten speelt het landschap in de achtergrond een voorname rol. Daphnis en Chloë de "Drie Gratiën", maar vooral "Leda en de Zwaan" zijn thema's die De Maertelaere verschillende malen heeft aangepakt. 
Er zijn niet veel beeldhouwwerken van hem bekend. Zijn gekendste werk is het monument dat hij in 1933 maakte voor het graf van de vakbondsman Jan Samijn, in de Westerbegraafplaats en een beeld van een zittende arbeider. Verder zijn de twee oorlogsmonumenten te vermelden die hij in de jaren 1920 maakte.